# Lucas De Olivera
Lucas De Olivera, vollständiger Name Lucas José De Olivera Arias, (* 26. Mai 1996 in Nueva Helvecia) ist ein uruguayischer Fußballspieler.

## Karriere
Der 1,80 Meter große Offensivakteur De Olivera wechselte Mitte Februar 2016 von Miramar Misiones zum argentinischen Verein SM Burzaco. Anfang September 2016 schloss er sich dem Canadian Soccer Club an. In der Saison 2016 bestritt er neun Spiele in der Segunda División und erzielte zwei Treffer. Anfang Februar 2017 wechselte er zu Plaza Colonia.